# Georgic (paquebot de 1932)
Pour les articles homonymes, voir Georgic.
Le Georgic est un paquebot britannique mis en service en 1932 pour la White Star Line. Après la fusion de cette dernière et de la Cunard Line, le Georgic fait partie des navires choisis pour composer la flotte de la nouvelle compagnie. Coulé puis renfloué durant la Seconde Guerre mondiale, le navire poursuit ensuite son service jusqu'à sa démolition en 1956.
Comme son sister-ship le Britannic, le Georgic est un navire à moteur et non à vapeur, alimenté par une centrale diesel. Ce sont les seuls navires de ce type jamais possédés par la White Star Line, et les deux derniers navires construits pour elle.

## Histoire

### Construction
Le Georgic  et le Britannic sont construits pour servir sur la route Liverpool—New York. Le Georgic est lancé le 12 novembre 1931, deux ans après son jumeau, dans les chantiers navals Harland & Wolff de Belfast, et, après avoir été terminé en câle sèche, il exécute son voyage inaugural le 25 juin 1932. Son aspect est très semblable à celui de son sister-ship, avec un profil épuré et deux cheminées ramassées. La cheminée avant est factice et abrite la salle de radio. Il est mû par une centrale diesel dans laquelle tournent deux moteurs électriques qui font tourner les hélices. Lors des essais, il atteint la vitesse de 19 nœuds. 
Avec ses 216,7 m et ses 27 759 tonneaux, il est loin d'être le plus grand navire de son époque, mais il permet à la White Star de rester à flot pendant la Grande Dépression. En effet, la compagnie avait un temps prévu de lancer un paquebot géant, l’Oceanic, d'un coût de 7 millions de dollars, mais les ennuis judiciaires connus par Lord Kylsant ont conduit à l'annulation du projet au profit de deux navires plus petits.

### Début de carrière
Le Georgic effectue son voyage inaugural le 25 juin 1932 entre Liverpool et New York. En janvier 1933, le Georgic est affecté à la route Southampton—New York. Ceci a pour but de remplacer l’Olympic pendant sa refonte. Le 10 mai 1934, le navire devient la propriété de la toute nouvelle Cunard - White Star Line et le Georgic rejoint son jumeau sur la route Londres—Southampton—New York. Ceci fait de lui le plus grand navire à avoir emprunté la Tamise. Il effectue son premier voyage sur cette ligne le 3 mai 1935.
Par ailleurs, le 5 janvier 1935, le Georgic connaît un incident dans le port de New York. Un ballot de coton en train d'être chargé dans la cale provoque la rupture d'un câble électrique, entraînant un incendie dans la cale qui contient alors 320 ballots. Il faut plus d'une heure et demie aux pompiers et à l'équipage pour maîriser l'incendie, mais le navire ne subit aucun dommage, est écopé et part avec huit heures de retard.
En août 1939, le Georgic retourne sur la route Liverpool—New York et fait cinq allers-retours avant d'être réquisitionné comme transport de troupes pendant la Seconde Guerre mondiale.

### En temps de guerre
Après le déclenchement de la Seconde Guerre mondiale, le Georgic est réquisitionné par l'Amirauté pour devenir un transport de troupes. Après une refonte en 1940, le navire, pouvant transporter 3 000 soldats, aide à l'évacuation des troupes anglaises en Norvège. Le 7 juillet 1941, il est à quai dans le golfe de Suez lorsqu'un avion allemand le bombarde à deux reprises, une bombe touchant sa poupe. Un incendie se déclare, se propageant à la cheminée factice du navire qui abrite des munitions. Elles explosent, endommageant sérieusement l'arrière du vaisseau.
L'ordre est donné d'abandonner le navire qui coule par la poupe dans des eaux peu profondes, achevé par l'incendie. Le 14 septembre, les dégâts sont évalués et, en octobre, le navire est renfloué pour être remis à neuf.
Le mois suivant, le Georgic est renfloué et la coque est temporairement bouchée. Il est ensuite remorqué jusqu'à Port Soudan où il reçoit les réparations nécessaires pour lui permettre de reprendre la mer. Un an plus tard, il arrive à Bombay où la réparation de la coque est terminée. En janvier 1943, il quitte Bombay pour les chantiers Harland & Wolff de Belfast où il bénéficie d'une refonte totale.
En décembre 1944, l'extérieur est totalement refait : la première cheminée est ôtée et le mât raccourci. Il reprend ensuite son service de transport de troupes, entre l'Italie, le Moyen-Orient et l'Inde jusqu'en 1948.

### Fin de carrière

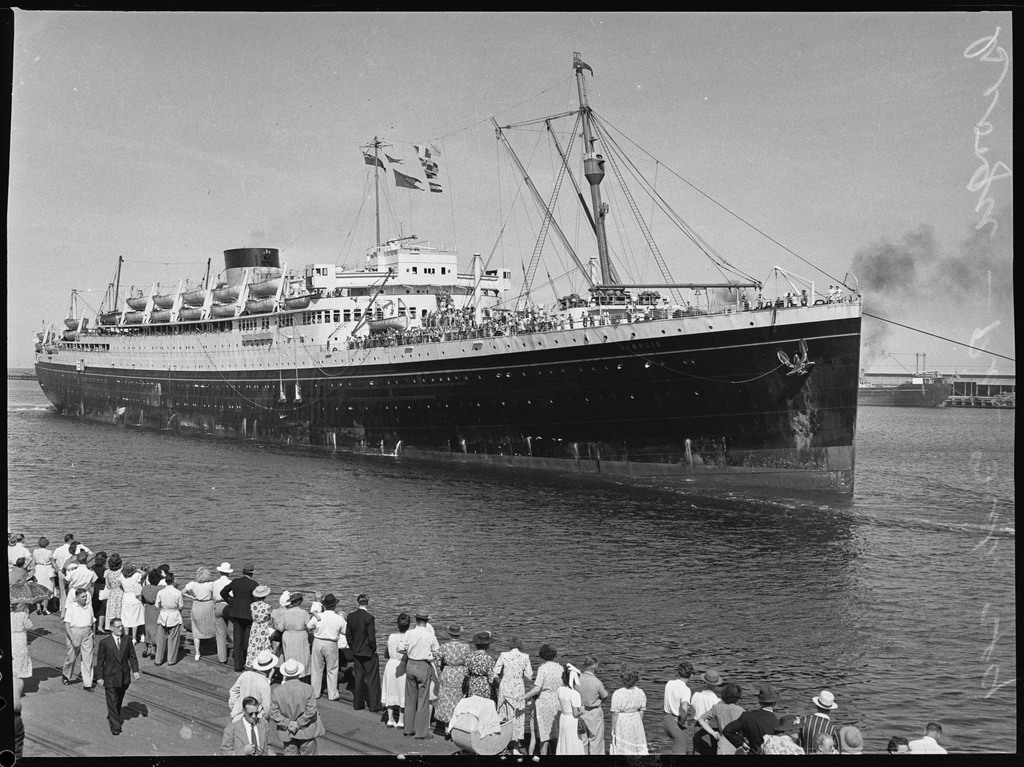
Le Georgic en Australie en février 1949.

En 1948, le Georgic revient à la Cunard - White Star et subit une nouvelle refonte visant à en faire un transport d'émigrants. Il entre en service entre Liverpool, l'Australie et la Nouvelle-Zélande le 11 janvier 1949.
Par la suite, il est exploité par la Cunard, mais garde les couleurs de sa compagnie d'origine. Le 4 mai 1950, il reprend un service transatlantique.
Le navire effectue ensuite des voyages à destination des États-Unis et de l'Australie. Il effectue son dernier voyage sous le pavillon de la White Star en 1954 puis, après avoir été affrété par le gouvernement australien en 1955, le navire effectue sa dernière traversée le 19 novembre 1955. Il est finalement démoli en février 1956 à Faslane.